# Bélgica na Universíada de Verão de 2021
A Bélgica participou da Universíada de Verão de 2021, que aconteceu em Chengdu, na China, entre 28 de julho e 8 de agosto de 2023.
Foram cinco atletas — três masculinos e dois femininos — em duas modalidades olímpicas.

## Competidores
Estas foram as modalidades e atletas que disputaram a edição:
| Esporte   | Masculino | Feminino | Total |
| --------- | --------- | -------- | ----- |
| Esgrima   | 2         | 1        | 3     |
| Taekwondo | 1         | 1        | 2     |
| Total     | 3         | 2        | 5     |

## Medalhas

### Medalhistas
Esta foi a medalhista desta edição:
| Medalha | Esporte   | Atleta       | Prova               |
| ------- | --------- | ------------ | ------------------- |
| Bronze  | Taekwondo | Sarah Chaari | Feminino – até 67kg |

### Por modalidade
Esta foi a medalha por modalidade nesta edição:
| Esporte   | Medalha de ouro | Medalha de prata | Medalha de bronze | Total de medalhas |
| --------- | --------------- | ---------------- | ----------------- | ----------------- |
| Taekwondo | 0               | 0                | 1                 | 1                 |
| Total     | 0               | 0                | 1                 | 1                 |

## Desempenho

### Esgrima
Masculino
| Atleta        | Evento  | Fase de 64           | Fase de 32                | Oitavas de final     | Quartas de final            | Semifinais           | Final                | Pos.        | Ref.  |
| Atleta        | Evento  | Adversário resultado | Adversário resultado      | Adversário resultado | Adversário resultado        | Adversário resultado | Adversário resultado | Pos.        | Ref.  |
| ------------- | ------- | -------------------- | ------------------------- | -------------------- | --------------------------- | -------------------- | -------------------- | ----------- | ----- |
| Stef De Greef | Florete | Bye                  | POL A. Wojtkowiak V 15–11 | KOR J. Youn V 15–9   | POL J. M. Jurkiewicz D 8–15 | Não avançou          | Não avançou          | Não avançou | [ 3 ] |
| Mael Prosse   | Sabre   | Não avançou          | Não avançou               | Não avançou          | Não avançou                 | Não avançou          | Não avançou          | Não avançou | [ 4 ] |

Feminino
| Atleta           | Evento | Fase de 64           | Fase de 32           | Oitavas de final     | Quartas de final     | Semifinais           | Final                | Pos.        | Ref.  |
| Atleta           | Evento | Adversário resultado | Adversário resultado | Adversário resultado | Adversário resultado | Adversário resultado | Adversário resultado | Pos.        | Ref.  |
| ---------------- | ------ | -------------------- | -------------------- | -------------------- | -------------------- | -------------------- | -------------------- | ----------- | ----- |
| Aube Vandingenen | Espada | Não avançou          | Não avançou          | Não avançou          | Não avançou          | Não avançou          | Não avançou          | Não avançou | [ 5 ] |

### Taekwondo
Masculino
| Atleta     | Evento   | Oitavas                | Quartas                | Semifinais             | Final                  | Posição     | Ref.  |
| Atleta     | Evento   | Adversário e resultado | Adversário e resultado | Adversário e resultado | Adversário e resultado | Posição     | Ref.  |
| ---------- | -------- | ---------------------- | ---------------------- | ---------------------- | ---------------------- | ----------- | ----- |
| Badr Achab | até 74kg | UZB Kosimkhojiev D 1–2 | Não avançou            | Não avançou            | Não avançou            | Não avançou | [ 6 ] |

Feminino
| Atleta       | Evento   | Oitavas                | Quartas                | Semifinais             | Final                  | Posição           | Ref.        |
| Atleta       | Evento   | Adversário e resultado | Adversário e resultado | Adversário e resultado | Adversário e resultado | Posição           | Ref.        |
| ------------ | -------- | ---------------------- | ---------------------- | ---------------------- | ---------------------- | ----------------- | ----------- |
| Sarah Chaari | até 67kg | KOR H. Jo V 2–0        | TPE C. Lin V 2–0       | TUR I. Kayir D 1–2     | Não avançou            | Medalha de bronze | [ 7 ] [ 8 ] |

Legenda
| Recorde mundial      | Recorde mundial (World record)               |                       | Recorde africano                      | Recorde africano (African) |                                           | Q | Classificado por posição (Qualified) |
| Recorde olímpico     | Recorde olímpico (Olympic record)            | Recorde da América    | Recorde da América (Americas)         | q                          | Classificado por melhor tempo (Qualified) |   |                                      |
| Melhor marca do ano  | Melhor marca do ano (World leading)          | Recorde asiático      | Recorde asiático (Asian)              | DNS                        | Não largou (Did not start)                |   |                                      |
| Recorde nacional     | Recorde nacional (National record)           | Recorde europeu       | Recorde europeu (European)            | DNF                        | Não terminou (Did not finish)             |   |                                      |
| Recorde pessoal      | Recorde pessoal do atleta (Personal best)    | Recorde da Oceania    | Recorde da Oceania (Oceania)          | DSQ / DQ                   | Desclassificado (Disqualified)            |   |                                      |
| Recorde da temporada | Recorde da temporada do atleta (Season best) | Recorde sul-americano | Recorde sul-americano (South America) | NM                         | Sem marca (No mark)                       |   |                                      |